# Bisdom Tlapa
Het bisdom Tlapa (Latijn: Dioecesis Tlapensis) is een rooms-katholiek bisdom met als zetel Tlapa de Comonfort, in Mexico. Het bisdom is suffragaan aan het aartsbisdom Acapulco. 

## Geschiedenis
Het bisdom werd opgericht op 4 januari 1992, uit delen van het bisdom Chilpancingo-Chilapa. 

## Parochies
Het bisdom had in 2020 een oppervlakte van 11.480 km2 en telde 583.000 inwoners waarvan 86,8% rooms-katholiek was.

## Bisschoppen
- Alejo Zavala Castro (4 januari 1992 - 19 november 2005)
- Oscar Roberto Domínguez Couttolenc (27 maart 2007 - 17 juli 2012)
- Dagoberto Sosa Arriaga (23 februari 2013 - heden)

Acapulco (aartsbisdom) · Chilpancingo-Chilapa · Ciudad Altamirano · Tlapa